# 傅鸿基
傅鸿基（1935年—），山东蓬莱人，中国人民解放军将领、中国人民解放军中将。
1993年，接替张海云，担任北海舰队政治委员。1998年，由陈先锋接任。1995年，授中国人民解放军中将军衔。